# Manchester United F.C. mùa bóng 1941–42
Mùa giải 1941-42 là mùa giải thứ ba của Manchester United không cạnh tranh trong giải đấu nào bởi ảnh hưởng của cuộc Chiến tranh thế giới thứ hai.
Nhiều người trong số các cầu thủ của Manchester United đã tham gia chiến đấu trong chiến tranh, nhưng đối với những cầu thủ còn lại, Liên đoàn bóng đá Anh đã tổ chức một giải đấu đặc biệt. Giải đấu trong Chiến tranh được chia thành 2 khu vực đó là khu phía Bắc và khu phía Nam (Manchester United đã được vào khu vực phía Bắc). Thi đấu cả hai lượt trận sân nhà và sân khách liên tiếp nhau.

## Giải bóng đá hạng nhất chiến tranh khu Bắc
| Thời gian            | Đối thủ          | H/A | Tỷ số Bt-Bb | Cầu thủ ghi bàn                                | Số lượng khán giả |
| -------------------- | ---------------- | --- | ----------- | ---------------------------------------------- | ----------------- |
| 30 tháng 8 năm 1941  | New Brighton     | H   | 13 – 1      | J. Rowley (7), Smith (3), Bryant (2), Mitten   |                   |
| 6 tháng 9 năm 1941   | New Brighton     | A   | 3 – 3       | Carey, Morris, Whalley                         |                   |
| 13 tháng 9 năm 1941  | Stockport County | A   | 5 – 1       | J. Rowley (4), Mitten                          |                   |
| 20 tháng 9 năm 1941  | Stockport County | H   | 7 – 1       | J. Rowley (4), Carey, Mitten, Warner           |                   |
| 27 tháng 9 năm 1941  | Everton          | H   | 2 – 3       | J. Rowley, Smith                               |                   |
| 4 tháng 10 năm 1941  | Everton          | A   | 3 – 1       | Carey, J. Rowley, Smith                        |                   |
| 11 tháng 10 năm 1941 | Chester          | A   | 7 – 0       | Mitten (2), Smith (2), Morris, Warner, Whalley |                   |
| 18 tháng 10 năm 1941 | Chester          | H   | 8 – 1       | J. Rowley (4), Smith (2), Bryant, Carey        |                   |
| 25 tháng 10 năm 1941 | Stoke City       | A   | 1 – 1       | Carey                                          |                   |
| 1 tháng 11 năm 1941  | Stoke City       | H   | 3 – 0       | Carey, Rowley, Whalley                         |                   |
| 8 tháng 11 năm 1941  | Tranmere Rovers  | H   | 6 – 1       | J. Rowley (5), Smith                           |                   |
| 15 tháng 11 năm 1941 | Tranmere Rovers  | A   | 1 – 1       | J. Rowley                                      |                   |
| 22 tháng 11 năm 1941 | Liverpool        | A   | 1 – 1       | Smith                                          |                   |
| 29 tháng 11 năm 1941 | Liverpool        | H   | 2 – 2       | J. Rowley (2)                                  |                   |
| 6 tháng 12 năm 1941  | Wrexham          | H   | 10 – 3      | Carey (4), J. Rowley (3), Smith (2), Bryant    |                   |
| 13 tháng 12 năm 1941 | Wrexham          | A   | 4 – 3       | Morris (4)                                     |                   |
| 20 tháng 12 năm 1941 | Manchester City  | A   | 1 – 2       | Morris                                         |                   |
| 25 tháng 12 năm 1941 | Manchester City  | H   | 2 – 2       | J. Rowley, Smith                               |                   |

| # | Câu lạc bộ        | Tr | T  | H | B | Bt | Bb | Hs | Điểm |
| - | ----------------- | -- | -- | - | - | -- | -- | -- | ---- |
| 3 | Preston North End | 18 | 13 | 1 | 4 | 58 | 18 | 27 |      |
| 4 | Manchester United | 18 | 10 | 6 | 2 | 79 | 27 | 26 |      |
| 5 | Stoke City        | 18 | 12 | 2 | 4 | 75 | 36 | 26 |      |

## Giải bóng đá hạng hai chiến tranh khu Bắc
| Thời gian            | Vòng đấu                | Đối thủ | H/A            | Tỷ số Bt-Bb                         | Cầu thủ ghi bàn | Số lượng khán giả |
| -------------------- | ----------------------- | ------- | -------------- | ----------------------------------- | --------------- | ----------------- |
| 27 tháng 12 năm 1941 | Bolton Wanderers        | H       | 3 – 1          | J. Rowley (2), Morris               |                 |                   |
| 3 tháng 1 năm 1942   | Bolton Wanderers        | A       | 2 – 2          | Pearson, J. Rowley                  |                 |                   |
| 10 tháng 1 năm 1942  | Oldham Athletic         | H       | 1 – 1          | Morris                              |                 |                   |
| 17 tháng 1 năm 1942  | Oldham Athletic         | A       | 3 – 1          | Carey (2), J. Rowley                |                 |                   |
| 31 tháng 1 năm 1942  | Southport               | A       | 3 – 1          | Carey, J. Rowley, Smith             |                 |                   |
| 14 tháng 2 năm 1942  | Sheffield United        | A       | 2 – 0          | Carey, J. Rowley                    |                 |                   |
| 21 tháng 2 năm 1942  | Preston North End       | H       | 0 – 2          |                                     |                 |                   |
| 28 tháng 2 năm 1942  | Preston North End       | A       | 3 – 1          | J. Rowley (2), Carey                |                 |                   |
| 21 tháng 3 năm 1942  | Sheffield United        | H       | 2 – 2          | Catterick, Smith                    |                 |                   |
| 28 tháng 3 năm 1942  | Southport               | H       | 4 – 2          | Catterick (2), Carey (2)            |                 |                   |
| 4 tháng 4 năm 1942   | Blackburn Rovers        | A       | 2 – 1          | Catterick, Walker                   |                 |                   |
| 6 tháng 4 năm 1942   | Blackburn Rovers        | H       | 3 – 1          | Carey (2), Bryant                   |                 |                   |
| 11 tháng 4 năm 1942  | Wolverhampton Wanderers | H       | 5 – 4          | Catterick (2), Carey, Morris, Smith |                 |                   |
| 18 tháng 4 năm 1942  | Wolverhampton Wanderers | A       | 0 – 2 (a.e.t.) |                                     |                 |                   |
| 25 tháng 4 năm 1942  | Oldham Athletic         | H       | 5 – 1          | Carey (2), Morris (2), Catterick    |                 |                   |
| 2 tháng 5 năm 1942   | Oldham Athletic         | A       | 2 – 1          | Carey, Smith                        |                 |                   |
| 9 tháng 5 năm 1942   | Blackburn Rovers        | A       | 1 – 1          | Carey                               |                 |                   |
| 16 tháng 5 năm 1942  | Blackburn Rovers        | H       | 0 – 1          |                                     |                 |                   |
| 23 tháng 5 năm 1942  | Manchester City         | A       | 3 – 1          | Worrall (2), Whalley                |                 |                   |

| # | Câu lạc bộ        | Tr | T  | H | B | Bt  | Bb | Hs | Điểm   | PAvg |
| - | ----------------- | -- | -- | - | - | --- | -- | -- | ------ | ---- |
| 1 | Manchester United | 19 | 12 | 4 | 3 | 44  | 25 | 28 | 33.895 |      |
| 2 | Blackpool         | 22 | 14 | 4 | 4 | 108 | 34 | 32 | 33.455 |      |
| 3 | Northampton Town  | 21 | 14 | 2 | 5 | 70  | 31 | 30 | 32.857 |      |